# Anice Badri
Anice Badri (Lyon, 18 de septiembre de 1990) es un futbolista francés, nacionalizado tunecino, que juega en la demarcación de delantero.

## Selección nacional
Hizo su debut con la selección de fútbol de Túnez el 25 de marzo de 2016 en un encuentro de clasificación para la Copa Africana de Naciones de 2017 contra Togo que finalizó con un resultado de 1-0 a favor del combinado tunecino tras el gol de Youssef Msakni. El 2 de junio fue elegido por el seleccionador Nabil Maâloul para disputar la Copa Mundial de Fútbol de 2018.
Fue uno de los volantes titulares de Túnez en el Mundial, disputando los tres partidos de su selección, que quedó eliminada en la primera fase.

### Goles internacionales
| # | Fecha                    | Estadio                                                           | Oponente                        | Gol | Resultado | Competición                                                   |
| - | ------------------------ | ----------------------------------------------------------------- | ------------------------------- | --- | --------- | ------------------------------------------------------------- |
| 1 | 5 de septiembre de 2017  | Estadio de los Mártires, Kinsasa, República Democrática del Congo | República Democrática del Congo | 2-2 | 2–2       | Clasificación para la Copa Mundial de Fútbol de 2018          |
| 2 | 28 de mayo de 2018       | Estadio Municipal de Braga, Braga, Portugal                       | Portugal                        | 2-1 | 2–2       | Amistoso                                                      |
| 3 | 1 de junio de 2018       | Stade de Genève, Ginebra, Suiza                                   | Turquía                         | 1-1 | 2–2       | Amistoso                                                      |
| 4 | 22 de marzo de 2019      | Estadio Olímpico de Radès, Radès, Túnez                           | Suazilandia                     | 2-0 | 4-0       | Clasificación para la Copa Africana de Naciones de 2019       |
| 5 | 11 de junio de 2019      | Estadio Anđelko Herjavec, Varaždin, Croacia                       | Croacia                         | 0-1 | 1-2       | Amistoso                                                      |
| 6 | 21 de septiembre de 2019 | Estadio Olímpico de Radès, Radès, Túnez                           | Libia                           | 1-0 | 1-0       | Clasificación para el Campeonato Africano de Naciones de 2020 |
| 7 | 20 de octubre de 2019    | Estadio Boubker Ammar, Salé, Marruecos                            | Libia                           | 0-1 | 1-2       | Clasificación para el Campeonato Africano de Naciones de 2020 |
| 8 | 20 de octubre de 2019    | Estadio Boubker Ammar, Salé, Marruecos                            | Libia                           | 1-2 | 1-2       | Clasificación para el Campeonato Africano de Naciones de 2020 |

## Clubes
| Club                       | País           | Año       | Partidos | Goles |
| -------------------------- | -------------- | --------- | -------- | ----- |
| Monts d'Or Azergues Foot   | Francia        | 2010      | 5        | 1     |
| Lille O. S. C. II          | Francia        | 2010-2013 | 40       | 9     |
| RE Mouscron                | Bélgica        | 2013-2016 | 101      | 22    |
| ES Tunis                   | Túnez          | 2016-2020 | 122      | 37    |
| Al-Ittihad Jeddah          | Arabia Saudita | 2020      | 11       | 0     |
| ES Tunis                   | Túnez          | 2021-2023 | 59       | 17    |
| Shabab Al-Ahli Dubai F. C. | Estados Unidos | 2024-     | 9        | 5     |

## Palmarés

### Campeonatos nacionales
| Título                               | Club     | País  | Año  |
| ------------------------------------ | -------- | ----- | ---- |
| Copa de Túnez                        | ES Tunis | Túnez | 2016 |
| Championnat de Ligue Profesionelle 1 | ES Tunis | Túnez | 2017 |
| Championnat de Ligue Profesionelle 1 | ES Tunis | Túnez | 2018 |
| Championnat de Ligue Profesionelle 1 | ES Tunis | Túnez | 2019 |
| Supercopa de Túnez                   | ES Tunis | Túnez | 2019 |

### Campeonatos internacionales
| Título                      | Club     | País  | Año  |
| --------------------------- | -------- | ----- | ---- |
| Campeonato de Clubes Árabes | ES Tunis | Túnez | 2017 |